# Olivier Bosc
Pour les articles homonymes, voir Bosc.
Olivier Bosc, né en 1969 à  Saint-Étienne, est un conservateur de bibliothèque, sociologue et historien français.

## Biographie
Diplômé de l'Institut d'études politiques d'Aix-en-Provence en 1993, son premier domaine de recherche concerne l'œuvre d'Ernst Jünger. Il s'attache notamment à mettre en lumière les liens entre l'homme et l'œuvre autour de la figure peu étudiée de l'anarque. Ces premiers travaux ont été publiés en italien en 1998.
Il rédige une thèse de science politique intitulée La foule criminelle : positivisme, politique et criminologie en Italie à la fin du xix siècle; Scipio Sighele (1863-1913) et l'Ecole lombrosienne soutenue en 2001 à l'université Paris-Dauphine sous la direction de Dominique Colas. Olivier Bosc s'y attache à la question des foules au tournant du XIXe siècle en remettant au goût du jour l'œuvre du criminologue italien Scipio Sighele (1868-1913) et à travers lui de l'école italienne de criminologie dont les chefs de file sont Cesare Lombroso et Enrico Ferri. C'est de cette thèse qu'Olivier Bosc tire son livre La foule criminelle (Fayard, 2007), qui a reçu le Prix national de criminologie 2008 décerné par l'Académie des sciences morales et politiques.
Il intègre l'enssib en 2000 dont il sort conservateur des bibliothèques l'année suivante. Olivier Bosc est ensuite nommé à la BnF. Trois ans plus tard il devient conseiller technique (livre, archives, langue française et langues de France) au cabinet de Renaud Donnedieu de Vabres, ministre de la Culture et de la Communication (2004 à 2007). Dans le cadre de ces fonctions, il a notamment travaillé sur la question du numérique et de la culture (lancement du comité de pilotage de la Bibliothèque numérique européenne, préfiguration d'Europeana, préfigurant l'action d'envergure internationale de l'actuel président,Bruno Racine ; études sur le livre numérique) ; lancement de la mission livre 2010). Il est ensuite en poste à la Bibliothèque nationale de France. En septembre 2009 il devient conservateur de la bibliothèque et des archives du château de Chantilly, mis à la disposition de la Fondation pour la sauvegarde et le développement du domaine de Chantilly. Il est commissaire d'expositions comme "Paul Morand l'Européen", organisée par l'Ambassade de France à Bucarest aux Archives nationales de Roumanie (2009), Le siècle de François Ier. Du Roi guerrier au Roi mécène, à Chantilly (2014). Membre de la Commission Tessier sur la numérisation des bibliothèques, il est coauteur du rapport remis au ministre de la Culture et de la Communication en janvier 2010.
Entre 2010 et 2016, en plus de ses fonctions à Chantilly, il a piloté le dossier Numerisation et valorisation du patrimoine immatériel de l'Institut de France dans le cadre des Investissements d'avenir ; à ce titre il a fait office de secrétaire général de la webradio Canal Académie.

## Publications

### Ouvrages
- L’Arsenal au fil des siècles. De l’hôtel du grand maître de l’artillerie à la bibliothèque de l’Arsenal, Olivier Bosc, Sophie Guérinot, dir. , Paris, BnF Editions, Le passage, 2024, 256 p.
- Le rouleau des 120 journées de Sodome, en collaboration avec Claire Lesage, collection Cartels, Paris, BnF Editions, 2023, 63 p.
- Une passion pour la justice : dans la bibliothèque de Robert Badinter , sous la direction d'Olivier Bosc, collection Bibliothèques de Bibliophiles, Paris, BnF Editions, 2021, 95 p.
- Le corps et l'imaginaire. Georges Vigarello et ses livres. collection Bibliothèques de Bibliophiles, Paris, BnF Editions, 2021, 95 p.
- Création j'écris ton nom. Figures du XXe siècle , photographies de Louis Monier, textes Olivier Bosc, Paris, Editions Vent de Sable, 2015, 225 p.
- La Foule criminelle. Politique et criminologie dans l’Europe du tournant du XIXe siècle, Paris, Fayard, 2007, 499 p.  (ISBN 978-2-213-63377-0)
- L’uomo della foresta. Un approccio alla figura dell’anarca in Ernst Jünger, trad. it. d’A. Colla, Milan, SEB, 1998, 80 p.

### Rapport
- Rapport sur la numérisation du patrimoine écrit [participation à la mission Tessier]. Rapport remis en janvier 2010. Lire ici